# VIII. Kelemen (ellenpápa)
VIII. Kelemen (Teruel, 1369 – 1446. december 28.) néven lépett fel a katolikus egyház történetének harminchatodik ellenpápája. A nagy nyugati egyházszakadás történetének utolsó felvonásaképpen a XIII. Benedek, avignoni pápához hű klérus tagjainak egyike volt, akit Benedek halála után 1423-ban a megmaradt három bíboros megválasztott a pápai trónra. Mivel mindössze két másik bíboros választotta meg (a harmadik nem lehetett jelen), és mivel nem állt mögötte jelentős világi hatalom, tulajdonképpen minden hatalom nélkül birtokolta a pápai címet, amelyről 1429-ben le is mondott.

## Életrajza
1369-ben született az aragóniai Teruel városában Gil Sanchez Muñoz y Carbón néven. A hosszú spanyol név is utal Gil nemesi származására. Apja II. Pedro Sanchez Muñoz y Liñán volt, aki Escriche bárójaként az aragón udvar egyik bizalmasa lett. Anyját Catalina Sanchez de Carbón néven említik a korabeli források. A nemesi származás gazdag ifjúkort biztosított Gil számára, akinek a vallásos család az egyházi pályát szánta. Avignonba utazott, amelynek egyetemén kánonjogot kezdett tanulni, majd miután elvégezte jogi tanulmányait, az akkorra kettészakadt egyház avignoni kúriájában kapott állást. 1396-ig a pápai kúria hivatalnoka volt, majd XIII. Benedek pápa uralkodása alatt került közelebb a központi irányításért felelős hivatalokhoz. Az avignoni ellenpápa Valenciába küldte pápai követként, hogy megnyerje Benedeknek a város érsekét. Később Benedek Valencia nagyprépostjává nevezte ki Gil atyát, aki az avignoni udvarban a skizma felszámolásáért fáradozók egyike volt.
A konstanzi zsinat idején Benedek pártjára állt, és amikor a Luxemburgi Zsigmond vezette zsinat végül 1417-ben megfosztotta az avignoni pápát címétől, Benedekkel együtt Aragóniába menekült, ahol V. Alfonz, aragón király kegyeibe fogadta Benedeket, aki nem volt hajlandó lemondani trónjáról. Gil a prépostság mellett a pápa székhelyéül szolgáló Peníscola papja is lett. A családi kapcsolatoknak hála Gil közel került Alfonz udvarához is, így amikor 1423. június 10-én Benedek meghalt, a hozzá hű négy bíboros közül három Peníscolában Gilt választotta meg az avignoni trón örökösének. A konklávé Alfonz erőteljes nyomására tette le voksát az aragóniai nemes mellett. A távollévő negyedik kardinális nem ismerte el a választást, és a franciaországi Rodez városába utazott, ahol egyedül megválasztotta XIV. Benedeket az avignoni trón utódjának, bár ez a választás csak jóval később derült ki.
Gil felvette a VIII. Kelemen nevet, de független egyházi kormányzásról szinte egyáltalán nem lehetett beszélni. Egyedül Alfonz ismerte el, aki akkoriban Aragónia mellett Szicília trónját is elfoglalta. A két ország klérusa is megosztott volt, többen nem akarták elismerni Kelemen uralmát, és hamar kiderült, hogy Alfonz is csak saját érdekei miatt támogatta az újabb avignoni örökségű egyházfőt. Az aragón uralkodó ugyanis tárgyalni akart Nápoly királynőjével, II. Johannával. Aragónia és Nápoly között ugyanis korábban háború dúlt Szicíliáért, és a kialakult status quo mellett területeket akart szerezni a nápolyi tróntól. Ez amellett, hogy Johannának nem tetszett, V. Mártonnak, a Konstanzban az egységes egyház élére megválasztott egyházfőnek sem tetszett. Ezért aztán Alfonz 1423-ban lerohanta a Sienai Köztársaságot, amelynek területén Márton éppen zsinatot hívott össze. A sienaiakat rávette, hogy ők is VIII. Kelement ismerjék el pápának. Alfonz ettől a helyzettől várta nápolyi terveinek megvalósulását. De Alfonz felesége, Kasztíliai Mária és az aragóniai püspökök is V. Márton mellett álltak ki, így Alfonz magára maradt harcában. A kettős nyomásnak engedve végül az aragón trón megegyezett Mártonnal, és Alfonz elismerte a Colonnát egyetemes pápának.
Ekkor Márton követe Aragóniába utazott, ahol Kelemen 1429. július 26-án hivatalosan lemondott a pápai trónról. A jelenlévő három bíboros és Kelemen félrevonultak, hogy az avignoni vonal szerint válasszák meg a sorban következő egyházfőt. A gyors konklávén a bíborosok és a lemondott egyházfő V. Mártont tették meg egyházfőnek. Ezzel már csak egyetlen bíboros nem csatlakozott Márton egyházához. A Kelemen lemondása utáni konklávét több forrás is komédiának nevezi, pedig abban a korban kiemelten fontos volt, hogy Márton jogait ne lehessen kétségbe vonni. Ugyanis XIII. Benedek pápa legitimitása azóta is vitatott, hiszen ugyanúgy egy legitim bíborosi kollégium választotta meg, mint római kollégáját. A konklávéval viszont az avignoni vonal is Mártont ismerte el örökösének. A történelem fricskája, hogy amikor mindenki azt hitte, hogy a skizma utolsó kis részlete is elsimult, a Rodoszról levél érkezett Mártonhoz, miszerint XIV. Benedek néven a szigeten uralkodik a törvényes egyházfő.
Miután Kelemen lemondott trónjáról, Márton Mallorca püspökévé szentelte fel. Gil a déli fekvésű szigetekre költözött, ahol 1446. december 28-án meghalt.